# Hieracium juranum
Hieracium juranum là một loài thực vật có hoa trong họ Cúc. Loài này được Rapin mô tả khoa học đầu tiên năm 1842.